# Olímpio Mourão Filho
Olímpio Mourão Filho (Diamantina, 9 de mayo de 1900-Río de Janeiro, 28 de mayo de 1972) fue un militar brasileño que participó activamente del «movimiento integralista». El 31 de marzo de 1964, en la llamada Operación Popeye, ordenó que las tropas de la 4.ª Región Militar, comandadas por él en Juiz de Fora, marcharan hasta ocupar la ciudad de Río de Janeiro. Este acontecimiento precipitó el golpe militar de 1964 planeado por varias organizaciones.
Entre 1967 y 1969 Mourão Filho presidió el Superior Tribunal Militar.

## Golpe del Estado Novo, 1937
El capitán Olímpio forjó documentos sobre la existencia de un plan comunista para tomar el poder denominado «plan Cohen», conforme a los relatos presentes en la documentación de la Historia de Brasil de la Fundación Getúlio Vargas.
Los documentos realizados por el entonces capitán Olímpio Mourão Filho, probaban la supuesta existencia de comunistas que querían tomar el poder por la fuerza. En función de eso algunos militares declararon, extraoficialmente, el apoyo al posible intento del entonces presidente Vargas de prolongar su mandato e implantar una dictadura en el país.